# Lista över Sveriges damlandskamper i volleyboll (2024)
Sveriges damlandslag i volleyboll deltog under 2024 i träningslandskamper, European Golden League och FIVB Volleyball Challenger Cup. Laget var sedan föregående säsong kvalificerat för Golden League. De vann turneringen, vilket var den första större turnering landslaget vunnit. De kvalificerade sig för Challenger Cup genom att nå final i Golden League.
Genom att samla ihop tillräckligt med rankingpoäng kvalificerade sig landslaget för VM 2025, vilket var första gången landslaget kvalificerat sig för ett VM.

## Trupp

### Bruttotrupp[3]
Spelare med position samt klubblag (moderklubb i parentes) i bruttotruppen som togs ut i april 2024.

- Emmy Andersson, libero, Hylte/Halmstad VBK (Norsjö VBK)
- Linda Andersson, center, MÁV Előre SC (KFUM Örebro)
- Sofia Andersson, passare, Örebro Volley (Norsjö VBK)
- Filippa Brink, libero, Engelholms VS
- Hedda Broberg, center, Örebro Volley (IFK Nyköping)
- Hilda Gustafsson, passare, Vandœuvre Nancy Volley-Ball (KFUM Skellefteå)
- Anna Haak, spiker, Cuneo Granda Volley (Engelholms VS)
- Isabelle Haak, spiker, Imoco Volley  (Engelholms VS)
- Hanna Hellvig, spiker, Sm'Aesch Pfeffingen (Lidingö SK)
- Maja Jonsson, center, Engelholms VS (VK Bjärke)
- Vilma Julevik, passare, Hylte/Halmstad VBK (Tuve VK)
- Elin Larsson, spiker, Portland Pilots (IK Ymer)
- Alexandra Lazic, spiker, Azzurra Volley Firenze (Svedala VBK)
- Kirsten van Leusen, center, Sliedrecht Sport (KFUM Kristianstad)
- Paulina Lindberg, spiker, Örebro Volley (Sollentuna VK)
- Cecilia Malm, spiker, Hylte/Halmstad VBK (Danderyds SK)
- Julia Nilsson, center, Engelholms VS (Svedala VBK)
- Saga Nilsson, spiker, Gislaveds VBK (Falkenbergs VBK)
- Sabrina Phinizy, spiker, Hylte/Halmstad VBK
- Maya Tabron, spiker, SMU Mustangs

### Träningslandskamperna mot Italien[4]
- Emmy Andersson, libero, Hylte/Halmstad VBK (Norsjö VBK)
- Linda Andersson, center, MÁV Előre SC (KFUM Örebro)
- Filippa Brink, libero, Engelholms VS
- Hedda Broberg, center, Örebro Volley (IFK Nyköping)
- Hilda Gustafsson, passare, Vandœuvre Nancy Volley-Ball (KFUM Skellefteå)
- Anna Haak, spiker, Cuneo Granda Volley (Engelholms VS)
- Vilma Julevik, passare, Hylte/Halmstad VBK (Tuve VK)
- Alexandra Lazic, spiker, Azzurra Volley Firenze (Svedala VBK)
- Kirsten van Leusen, center, Sliedrecht Sport (KFUM Kristianstad)
- Paulina Lindberg, spiker, Örebro Volley (Sollentuna VK)
- Cecilia Malm, spiker, Hylte/Halmstad VBK (Danderyds SK)
- Julia Nilsson, center, Engelholms VS (Svedala VBK)
- Saga Nilsson, spiker, Gislaveds VBK (Falkenbergs VBK)

### Golden League[5]
- Emmy Andersson, libero, Hylte/Halmstad VBK (Norsjö VBK)
- Linda Andersson, center, MÁV Előre SC (KFUM Örebro)
- Filippa Brink, libero, Engelholms VS
- Hedda Broberg, center, Örebro Volley (IFK Nyköping)
- Hilda Gustafsson, passare, Vandœuvre Nancy Volley-Ball (KFUM Skellefteå)
- Anna Haak, spiker, Cuneo Granda Volley (Engelholms VS)
- Isabelle Haak, spiker, Imoco Volley  (Engelholms VS)
- Vilma Julevik, passare, Hylte/Halmstad VBK (Tuve VK)
- Alexandra Lazic, spiker, Azzurra Volley Firenze (Svedala VBK)
- Kirsten van Leusen, center, Sliedrecht Sport (KFUM Kristianstad)
- Paulina Lindberg, spiker, Örebro Volley (Sollentuna VK)
- Cecilia Malm, spiker, Hylte/Halmstad VBK (Danderyds SK)
- Julia Nilsson, center, Engelholms VS (Svedala VBK)
- Saga Nilsson, spiker, Gislaveds VBK (Falkenbergs VBK)

Truppen var identisk med den för träningslandskamperna före förutom att Isabelle Haak tillkom.

### Challenger Cup[6]
- Emmy Andersson, libero, Hylte/Halmstad VBK (Norsjö VBK)
- Linda Andersson, center, MÁV Előre SC (KFUM Örebro)
- Filippa Brink, libero, Engelholms VS
- Hedda Broberg, center, Örebro Volley (IFK Nyköping)
- Hilda Gustafsson, passare, Vandœuvre Nancy Volley-Ball (KFUM Skellefteå)
- Anna Haak, spiker, Cuneo Granda Volley (Engelholms VS)
- Vilma Julevik, passare, Hylte/Halmstad VBK (Tuve VK)
- Alexandra Lazic, spiker, Azzurra Volley Firenze (Svedala VBK)
- Kirsten van Leusen, center, Sliedrecht Sport (KFUM Kristianstad)
- Paulina Lindberg, spiker, Örebro Volley (Sollentuna VK)
- Cecilia Malm, spiker, Hylte/Halmstad VBK (Danderyds SK)
- Julia Nilsson, center, Engelholms VS (Svedala VBK)
- Saga Nilsson, spiker, Gislaveds VBK (Falkenbergs VBK)

Truppen var identisk med den för Golden League förutom att Isabelle Haak inte deltog.

## Resultat
| 8 maj – Träningsmatch PalaTerdoppio, Novara, Italien                                   | Italien   | 3 - 0 | Sverige      | 25-13, 25-9, 25-13                |
| 9 maj – Träningsmatch PalaBanca, Piacenza, Italien                                     | Italien   | 3 - 0 | Sverige      | 25-17, 25-22, 25-20               |
| 17 maj – European Golden League 2024 Sparbanken Skåne Arena, Lund, Sverige             | Spanien   | 2 - 3 | Sverige      | 28-26, 22-25, 25-22, 18-25, 12-15 |
| 18 maj – European Golden League 2024 Sparbanken Skåne Arena, Lund, Sverige             | Sverige   | 0 - 3 | Belgien      | 17-25, 19-25, 14-25               |
| 25 maj – European Golden League 2024 Sala polivalentă Alba Blaj, Blaj, Rumänien        | Sverige   | 3 - 0 | Azerbajdzjan | 25-19, 25-19, 25-19               |
| 26 maj – European Golden League 2024 Sala polivalentă Alba Blaj, Blaj, Rumänien        | Rumänien  | 3 - 0 | Sverige      | 25-23, 25-23, 25-18               |
| 31 maj – European Golden League 2024 Športová hala Pasienky, Bratislava, Slovakien     | Sverige   | 3 - 0 | Slovakien    | 25-19, 25-23, 25-18               |
| 1 juni – European Golden League 2024 Športová hala Pasienky, Bratislava, Slovakien     | Slovenien | 0 - 3 | Sverige      | 18-25, 20-25, 23-25               |
| 15 juni – European Golden League 2024 Zimní stadion Ostrava-Poruba, Ostrava, Slovakien | Belgien   | 2 - 3 | Sverige      | 25-16, 22-25, 22-25, 25-22, 12-15 |

## Tränarstab
Tränarstaben bestod förutom av förbundskapten Giulio Cesare Bregoli också av Dana Stepankova (team manager), Jonas Svantesson och Mattia Cozzi  (assisterande coacher), Davide Partegiani (fystränare) och Sebastian Lilja (scout). Jonas Svantesson är kvar från staben under Lauri Hakala föregående år, medan övriga är nya. Davide Partegiani är även fystränare i Chieri '76 Volleyball, där förbundskapten Giulio Cesare Bregoli är tränare